# الكروس (الحديدة)

تعديل مصدري - تعديل

الكروس هي إحدى قرى مديرية القناوص، التابعة لمحافظة الحديدة اليمنية، بلغ تعداد سكانها 1068 نسمة حسب الإحصاء الذي جرى عام 2004.